# 盧萊斯縣

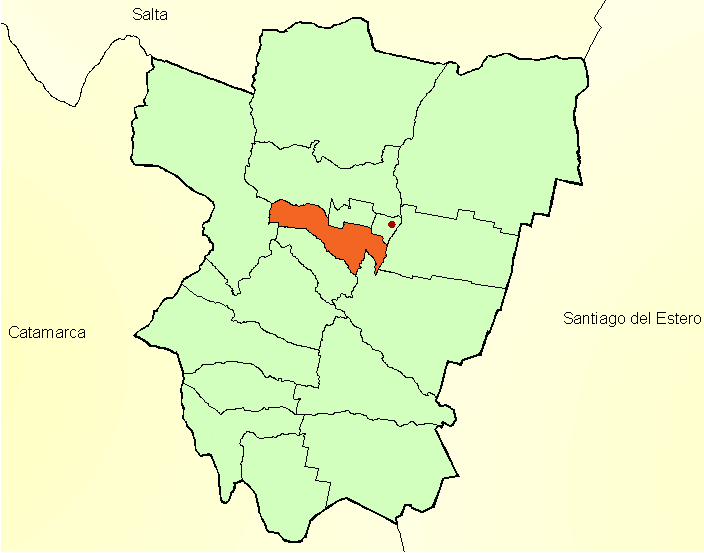

盧萊斯縣（西班牙語：Departamento Lules），是阿根廷的縣份，位於該國西北部圖庫曼省，首府設於盧萊斯，面積540平方公里，該地區的地震活動頻繁和低強度，2010年人口54,949，人口密度每平方公里101.76人。
26°55′19″S 65°20′16″W / 26.92194°S 65.33778°W